# Huesa
Huesa település Spanyolországban, Jaén tartományban. Huesa Quesada, Hinojares, Pozo Alcón és Dehesas de Guadix községekkel határos. Lakosainak száma 2419 fő (2024).

## Népesség
A település népessége az elmúlt években az alábbi módon változott:
| Lakosok száma | 2741 | 2743 | 2700 | 2677 | 2648 | 2604 | 2541 | 2489 | 2445 | 2419 |
|               | 2001 | 2004 | 2007 | 2009 | 2012 | 2014 | 2017 | 2019 | 2022 | 2024 |